# Ehmedê Xanî

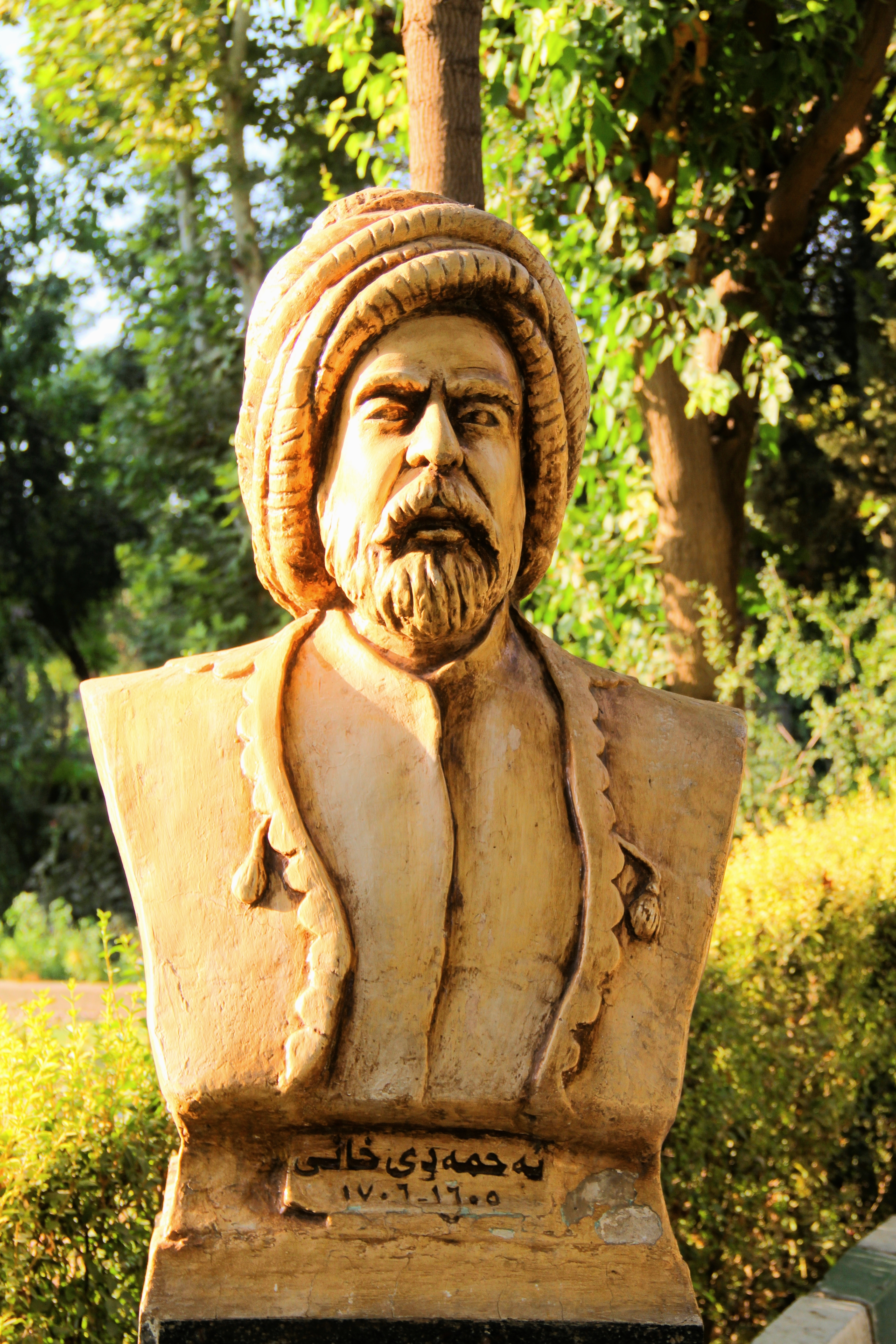
Staty föreställande Ehmedê Xanî.

Ehmedê Xanî, född  1651, död 1707, var en kurdisk poet och filosof. Ehmedê Xanî betraktas som kurdernas nationalpoet. Han har bland annat skrivit det kurdiska nationaleposet Mem och Zin.
Ehmedê föddes i Hakkari i stammen Khani, men flyttade senare till Ağrı, som också ligger i norra Kurdistan.
Ehmedê Xanî började skriva vid fjorton års ålder. Hans mest kända verk, kurdernas nationalepos Mem och Zin, skrev han klart vid 44 års ålder, år 1692. Hans andra kända verk är Nû-Buhara Biçukan, som har en pedagogisk form och handlar om barnens uppfostran.
Hans grav finns i Bazîd, 200 meter från Ishak Pashas grav, i en egen liten moské.